# Miguel Campos Neto
Miguel Campos Neto é um maestro brasileiro, mais conhecido por ser um dos fundadores, regente titular e diretor artístico da The Chelsea Symphony, sediada em Nova Iorque (2006-presente). É diplomado com mestrado em regência orquestral pelo Mannes College of Music de Nova York.

## Biografia
Campos Neto tem como formação o bacharelado e mestrado em violino (pelas Universidade do Missouri e do Novo México) e ainda o mestrado em regência pelo Mannes College of Music. Acumula uma série de regências convidadas (como a Amazonas Filarmônica) e festivais (como o do Palácio das Artes, em Belo Horizonte).  
Já regeu em locais como o Teatro da Paz (de Belém), no auditório da ONU (em Nova Iorque) e já venceu vários concursos (como o primeiro lugar do MTNA, Prêmio Zoltan Szekely, entre outros).
Em Nova York, foi co-fundador da Chelsea Symphony e por quatro anos foi também seu regente titular, retornando como convidado para reger um concerto especial em comemoração aos 10 anos de fundação da orquestra. Serviu também por 12 anos como regente titular da orquestra Jovem Vale Música e continua sua relação com esta orquestra como maestro convidado. Com atuações nos dois festivais de ópera mais importantes do Brasil (Manaus e Belém), ele já acumula um notável repertório operístico, e contabiliza 6 lançamentos em DVD de óperas totalmente encenadas e concertos líricos.
Como convidado ele já regeu orquestras nacionais e internacionais como: Orquestra National de Avignon (França), Orquestra Sinfônica de Puerto Rico, Orquestra Sinfônica de Mulhouse (França) Savaria Symphony (Hungria), Dana Point Symphony, Orquestra Ciudad de Alcalá (Espanha) e Os Solistas de Câmara da Universidade de Missouri (EUA), e as orquestras de Mato Grosso, Rio Grande do Norte, Amazonas, do Theatro São Pedro (SP), do Teatro Nacional (Brasília), de Minas Gerais, Heliópolis (SP), Experimental de Repertório (SP), Municipal de Campinas e Sinfônica da UNICAMP. 
Atualmente é o regente titular da Orquestra Sinfônica do Teatro da Paz, em Belém.
Desde 2017, Campos Neto tem sido convidado para reger na Europa, especialmente na França (Avignon e Mulhouse), Espanha (Alcalá de Henares) e Hungria (Szombathély e Budapeste).
Já o ano de 2019 foi marcado por seu retorno ao Curso Internacional de Verão de Brasília como professor de regência e maestro da orquestra sinfônica de encerramento, o retorno à Universidade La Sierra (Califórnia) como professor visitante de prática de orquestra e a estreia como regente de ópera em São Paulo (O Peru de Natal de Leonardo Martinelli-Theatro São Pedro).
Entre os compromissos mais importantes da temporada de 2020-2021 para Miguel Campos Neto, pode-se destacar sua estreia como regente de ópera em palcos internacionais com Cavalleria Rusticana e Pagliacci na Opera Grand Avignon (França), onde teve sua atuação como regente elogiada pela crítica, e uma turnê nacional envolvendo as orquestras sinfônicas no Rio de Janeiro (OSB) Belo Horizonte (OSMG), Goiânia (OSG) Manaus (AF) e Belém (OSTP).
Em 2021, iniciou a sua décima primeira temporada como regente titular da Orquestra Sinfônica do Teatro da Paz (Belém) e diretor musical do Festival de Ópera do Teatro da Paz. Também atua como regente titular da Orquestra Sinfônica Altino Pimenta (Universidade Federal do Pará) e da Orquestra Sinfônica Wilson Fonseca (Santarém). 